# Lycée Marie de Champagne
Construit à partir de 1912, le lycée de Marie de Champagne est aujourd’hui un bâtiment important de la ville de Troyes. Ancien lycée de jeunes filles, le lycée général et technologique accueille en 2021 environ 2 000 élèves.

## La chapelle du lycée
La chapelle de l’ancien Petit Séminaire construite en 1846 fait aujourd’hui partie du lycée Marie de Champagne. Acheté par la ville de Troyes en 1906, le Petit Séminaire est en grande partie détruit et seule la chapelle est conservée. Elle est le seul vestige de la présence du Petit Séminaire dans l’agglomération troyenne.

## Le lycée au cœur de la libération
Le 23 août, Troyes est libéré et les troupes menées par l’Ostuf Guse sont maintenues dans le lycée de jeunes filles, aujourd’hui lycée Marie de Champagne. Le lycée sera au cœur de la Libération et sera occupé par différents postes de commandement lors de cette page majeure de la ville de Troyes.